# Dom Hetrakul
Dom Hetrakul (tiếng Thái: ดอม เหตระกูล; RTGS: Dom Hetrakun; sinh ngày 9 tháng 4 năm 1976 tại Bangkok, Thái Lan), là diễn viên truyền hình lẫn điện ảnh. Anh còn hoạt động với những bộ phim của Hollywood.

## Các bộ phim đã từng tham gia

### Phim điện ảnh
| Phim điện ảnh | Phim điện ảnh                 | Phim điện ảnh              | Phim điện ảnh   | Phim điện ảnh       |
| ------------- | ----------------------------- | -------------------------- | --------------- | ------------------- |
| Năm           | Phim                          | Vai                        | Thứ vai         | Quốc gia            |
| 1998          | Crime King                    | Captain Yotying Suwankhiru | Lead Role       | Thailand            |
| 1999          | Extra Legal                   |                            | Lead Role       | Thailand            |
| 1999          | Beyond Forgiving              | Lop Lamnaral               | Lead Role       | Thailand            |
| 2004          | Siamese Outlaws               | Thief White                | Guest Role      | Thailand            |
| 2004          | Sniper 3                      | Chu                        | Supporting Role | Hollywood           |
| 2005          | Vampires: The Turning         | Niran                      | Supporting Role | Hollywood           |
| 2005          | The King Maker                | Thong                      | Supporting Role | Thailand, Hollywood |
| 2005          | Mysterious Island             | Sun                        | Supporting Role | USA                 |
| 2008          | Bangkok Dangerous             | Aran                       | Supporting Role | Hollywood           |
| 2008          | Sunny et l'éléphant           | Sing                       | Supporting Role | France              |
| 2009          | Bangkok Adrenaline            | Lek                        | Supporting Role | Thailand            |
| 2009          | The Marine 2                  | Calob                      | Supporting Role | Hollywood           |
| 2011          | Rebirth                       | Pichai                     | Supporting Role | France, Thailand    |
| 2011          | The Outrage                   | Thief                      | Lead Role       | Thailand            |
| 2011          | King Naresuan 3               | Prince Hanfa               | Supporting Role | Thailand            |
| 2011          | King Naresuan 4               | Prince Hanfa               | Supporting Role | Thailand            |
| 2013          | King Naresuan 5               | Prince Hanfa               | Supporting Role | Thailand            |
| 2015          | The Man with the Iron Fists 2 | Duyan Jurne                | Supporting Role | Hollywood           |
| 2015          | Twilight Over Burma           |                            | Supporting Role | Austria             |

### Phim truyền hình
| Phim truyền hình | Phim truyền hình                                                                | Phim truyền hình                   | Phim truyền hình       | Phim truyền hình        | Phim truyền hình                           |
| ---------------- | ------------------------------------------------------------------------------- | ---------------------------------- | ---------------------- | ----------------------- | ------------------------------------------ |
| Năm              | Phim                                                                            | Vai                                | Đài                    | Thứ vai                 | Đóng với                                   |
| 1995             | Jao Po Jam Pen                                                                  | Devid                              | Channel 5, Thailand    | Supporting Role         | Sonia Couling                              |
| 1996             | Rak Thoe Samoe (Ruea)                                                           |                                    | Channel 3, Thailand    | Supporting Role         |                                            |
| 1996             | Rakloklok Ya Bok Khrai                                                          | Udomsak                            | Channel 5, Thailand    | Supporting Role         |                                            |
| 1998             | Kanlapangha                                                                     | Captain Trin                       | Channel 3, Thailand    | Lead Role               | Rinlanee Sripen                            |
| 1999             | Khoei Likay                                                                     | Prasaeng                           | Channel 3, Thailand    | Lead Role               | Khemupsorn Sirisukha                       |
| 2000             | Tam Chap Tam Chip                                                               | Captain Ratthaphum                 | Channel 3, Thailand    | Lead Role               | Phonchita Na Songkhla                      |
| 2000             | Ayarak                                                                          | Thoetsak                           | Channel 3, Thailand    | Lead Role               |                                            |
| 2001             | Game Tanha                                                                      |                                    | Channel 3, Thailand    | Lead Role               | Ramavadi Nakchattri                        |
| 2001             | Saensaep                                                                        | Phlaeng                            | Channel 5, Thailand    | Lead Role               | Nadia Sonakul                              |
| 2002             | Letter to the star                                                              | Sila                               | Channel 3, Thailand    | Lead Role               | Ramavadi Nakchattri                        |
| 2002             | 5 Kom                                                                           | Captain Det Phumin                 | Channel 3, Thailand    | Lead Role               | Angie Hestings                             |
| 2002             | Le Lap Salap Rang                                                               | Captain Ramin Thungpraphloeng      | Channel 3, Thailand    | Lead Role               | Khemupsorn Sirisukha                       |
| 2003             | Phayakrai 6 Phandin (Asian King)                                                | Captain Atsawin                    | Channel 3, Thailand    | Lead Role               | Sonia Couling                              |
| 2003             | Chao Nai Wai Kra To                                                             | Captain Uap                        | Channel 3, Thailand    | Lead Role               | Janjira Jujang                             |
| 2003             | Wiwa Pha Wun                                                                    | Thana Yut                          | Channel 3, Thailand    | Lead Role               | Ramavadi Nakchattri                        |
| 2006             | Blackbeard                                                                      | Seng                               | Hallmark Channel, USA  | Supporting Role         |                                            |
| 2007             | Chomchai                                                                        | Phubet                             | Channel 3, Thailand    | Supporting Role         | Taksaorn Paksukcharern                     |
| 2008             | sufan nirandon                                                                  | Phaya Anuchitracha                 | Channel 3, Thailand    | Supporting Role         |                                            |
| 2009             | Soo Fun Nirundorn                                                               | Kanlachak                          | Channel 3, Thailand    | Main Cast               |                                            |
| 2010             | Chaloei Sak                                                                     | Adisak Santatiwong                 | Channel 3, Thailand    | Supporting Role         |                                            |
| 2011             | Tawan Dueat                                                                     | Narong                             | Channel 3, Thailand    | Supporting Role         |                                            |
| 2012             | Nuer Mek 2                                                                      | Chak Amatarittha                   | Channel 3, Thailand    | Supporting Role/Villain | Sonia Couling                              |
| 2013             | Khaen Saneha                                                                    | Luang Wisetthamrong                | Channel 3, Thailand    | Supporting Role         | Khwanruedi Klomklom                        |
| 2013             | Sap Pra Pheng                                                                   | Prince Pranma                      | Channel 3, Thailand    | Supporting Role         |                                            |
| 2014             | Wiang roidao                                                                    | Pakon Bodinthon                    | Channel 3, Thailand    | Supporting Role         | Manatnan Phanloetwongsakun                 |
| 2014             | Ruean Ritsaya                                                                   | Lit                                | Channel 3, Thailand    | Supporting Role         | Ramavadi Nakchattri                        |
| 2014             | Roirak Hakliam Tawan                                                            | Misawa Riki                        | Channel 3, Thailand    | Supporting Role         |                                            |
| 2014             | Suai Rai Sailap                                                                 | Commander Sathityut                | Channel 3, Thailand    | Supporting Role         |                                            |
| 2014             | Grean House The Series                                                          | Doctor Kop                         | Channel 9, Thailand    | Supporting Role         |                                            |
| 2015             | Chatchaophaya: Sing 4 Khwae                                                     | Sin Songkhwae                      | Channel 3, Thailand    | Supporting Role         |                                            |
| 2016             | Na Kak Nang Ek                                                                  | Anon                               | Workpoint 23, Thailand | Supporting Role         | Pimpan Chalaikupp                          |
| 2016             | City Of Light: The O.C. Thailand                                                | Thana                              | One 31, Thailand       | Supporting Role         | Cindy Bishop                               |
| 2016             | Lueat Rak Thoranong                                                             | San                                | Channel 3, Thailand    | Supporting Role         | Ramavadi Nakchattri Tanyares Ramnarong     |
| 2016             | Kulap Tut Phet                                                                  | Thewan Wongritphatchara            | Channel 3, Thailand    | Supporting Role         | Chotika Wongwilas                          |
| 2017             | Water Boyy: The Series                                                          | Coach Thi                          | GMM 25, Thailand       | Supporting Role         |                                            |
| 2017             | Rachinee Morlum                                                                 | Sak Srisila                        | One 31, Thailand       | Supporting Role         | Kamolchanok Khemayodhin                    |
| 2017             | Tulip Thong                                                                     | Captain Jacky                      | Channel 7, Thailand    | Supporting Role         |                                            |
| 2018             | Mue Prap Yiao Dam                                                               | Captain Somsak                     | Channel 7, Thailand    | Supporting Role         |                                            |
| 2018             | Sai Rak Sai Sawat                                                               | Serene Highness Kiantikong Supkhun | One 31, Thailand       | Main Cast               | Amika Klinprathum Pimmada Boriruksuppakorn |
| 2019             | Luk Krung                                                                       | Rueng                              | One 31, Thailand       | Supporting Role         |                                            |
| 2019             | Poot Pitsawat                                                                   | Uncle In                           | One 31, Thailand       | Main Cast               | Savika Chaiyadej                           |
| 2020             | Ruk Laek Oum                                                                    | Pangsaeng                          | One 31, Thailand       | Main Cast               | Suvanant Kongying                          |
| 2021             | Kaew Lerm Korn                                                                  | Diew                               | One 31, Thailand       | Supporting Role         | Atsadaporn Siriwattanakul                  |
| 2021             | Carat Rak                                                                       | Chakrit                            | Channel 3, Thailand    | Main Cast               | Ann Thongprasom                            |
| 2022             | Club Friday The Series - Love Season Celebration: It Happens on Valentine's Day | Wiwat                              | One 31, Thailand       | Supporting Role         | Tassanawalai Chakrabongse                  |
|                  | Sroi Nakee                                                                      |                                    | Channel 7, Thailand    | Main Cast               |                                            |
|                  | Dtai Laah                                                                       |                                    | One 31, Thailand       | Supporting Role         |                                            |

### Chương trình
- Deal or No Deal Thailand (2005)
- 10Fight10 ss2 (2020 - WorkpointTV): Team Black đánh bại Phasut Banyaem (3-0)